# W całość ułożysz mnie
W całość ułożysz mnie – drugi singel, który promuje solowy album Anny Wyszkoni zatytułowany Życie jest w porządku. Został wydany 21 stycznia 2013 roku. Autorem tekstu są Michał Szulim oraz Karolina Kozak, za muzykę odpowiada natomiast Robert Gawliński. W lutym do singla został nakręcony teledysk, w którym pojawił się także aktor, Przemysław Sadowski. Akcja klipu toczy się w pralni na warszawskim Ursynowie. Utwór został zaprezentowany w czasie  festiwalu TOPtrendy 2013 w Sopocie.

## Notowania
| Lista                  | Pozycja |
| ---------------------- | ------- |
| Poplista               | 4       |
| Radio Zet              | 4       |
| Wietrzne Radio         | 7       |
| Radio Leliwa           | 7       |
| Radio Atut             | 2       |
| Radio Świnoujście      | 1       |
| Radio FaMa             | 1       |
| Polskie Radio Katowice | 4       |
| Radio Bielsko          | 1       |
| Polskie Radio 1030 AM  | 2       |
| Radio „Znad Wilii”     | 1       |
| RDN Małopolska         | 2       |
| Radio Konin            | 1       |
| Radio Złote Przeboje   | 2       |
| Polskie Radio Olsztyn  | 2       |
| Muzyczne Radio         | 1       |
| Radio Centrum          | 1       |